# Windows 3.0
Windows 3.0 — це третій великий випуск Microsoft Windows, випущений у 1990 році. Він має новий графічний інтерфейс користувача (GUI), де програми представлені у вигляді піктограм, які можна натиснути, на відміну від списку імен файлів, які можна побачити в його попередниках. Пізніші оновлення розширили можливості програмного забезпечення, одне з яких додало мультимедійну підтримку для запису та відтворення звуку, а також підтримку компакт-дисків.
Windows 3.0 є першою версією Windows, яка працює як критично, так і комерційно. Критики та користувачі вважали його графічний інтерфейс конкурентом Apple Macintosh і Unix. Іншими високо оціненими функціями були покращена багатозадачність, можливість налаштування та особливо утилітарне керування пам’яттю комп’ютера, яке турбувало користувачів попередників Windows 3.0. Сторонні розробники критикували Microsoft за об’єднання її окремого програмного забезпечення з операційним середовищем, що вони розглядали як антиконкурентну практику. Windows 3.0 було продано 10 мільйонами копій, перш ніж у 1992 році її змінила Windows 3.1.
31 грудня 2001 року Microsoft оголосила Windows 3.0 застарілою та припинила підтримку та оновлення системи.

## Історія розвитку
До Windows 3.0 Microsoft співпрацювала з IBM, де остання з 1981 року продавала персональні комп’ютери на базі MS-DOS першої. Microsoft робила попередні спроби розробити успішне операційне середовище під назвою Windows , і IBM відмовилася включити проект у свою продуктову лінійку. Оскільки MS-DOS входила до своєї п’ятої ітерації, IBM вимагала версію DOS, яка могла б працювати в « захищеному режимі », що дозволяло б виконувати кілька програм одночасно, серед інших переваг. MS-DOS спочатку була розроблена для роботи в реальному режимі та запуску лише однієї програми за раз через обмеження можливостей мікропроцесора Intel 8088. Пізніше Intel випустила Intel 80286, який був розроблений для ефективної підтримки такої багатозадачності (з декількома різними апаратними функціями, включаючи захист пам’яті, перемикання апаратних завдань, розділення програмних привілеїв і віртуальну пам’ять, відсутні в попередніх ЦП Intel x86), і який можна безпосередньо підключити до 16 разів більше пам’яті, ніж 8088 (і 8086). Дві компанії розробили наступне покоління DOS, OS/2. Програмне забезпечення OS/2 було несумісне з DOS, що давало перевагу IBM.
Наприкінці 1987 року Windows/386 2.0 представила ядро захищеного режиму, яке могло виконувати багатозадачність кількох програм DOS за допомогою віртуального режиму 8086, але всі програми Windows продовжували працювати на спільній віртуальній машині DOS. Коли решта команди Microsoft перейшла до проекту OS/2 2.0, Девід Вайс, член групи розробників Windows і критик IBM, вважав, що він може перезапустити проект Windows. Корпорація Майкрософт потребувала засобів програмування, які могли б працювати в захищеному режимі, тому вона найняла Мюррея Сарджента, професора фізики з Університету Аризони, який розробив розширювач DOS і програму налагодження, яка могла працювати з програмами в захищеному режимі. Windows 3.0 виникла в 1988 році як незалежний проект Вайс і Сарджента, які використовували налагоджувач останнього для вдосконалення менеджера пам’яті та запуску програм Windows у власних окремих захищених сегментах пам’яті. За кілька місяців Вайс і Сарджент створили приблизний прототип, який міг запускати версії Word, Excel і PowerPoint для Windows, а потім представили його керівникам компанії, які були настільки вражені, що схвалили його як офіційний проект. Коли IBM дізналася про майбутній проект Microsoft, їхні стосунки були зіпсовані, але Microsoft заявила, що скасує Windows після її запуску та продовжить розробку OS/2.
Windows 3.0 було формально та офіційно анонсовано 22 травня 1990 року в театрі New York City Center, де Microsoft випустила її по всьому світу. Захід мав 6000 відвідувачів, і він транслювався в прямому ефірі на соціальних ярмарках Microsoft у семи інших містах Північної Америки та дванадцяти великих містах за межами. Організація урочистостей коштувала корпорації Майкрософт US$3 million — її засновник Білл Гейтс назвав це «найекстравагантнішою, масштабною та дорогою презентацією програмного забезпечення за всю історію». Корпорація Майкрософт вирішила не пропонувати безкоштовні ліцензії на виконання програмного забезпечення постачальникам додатків, оскільки версіям Windows, що виконуються, не вистачало багатозадачності. Натомість компанія запропонувала оновлення як для повної, так і для поточної попередніх версій Windows за ціною US$50 (еквівалентно $112 у 2022 році) — це значно нижче рекомендованої роздрібної ціни повної ліцензії в US$149. Програмне забезпечення також можна отримати, придбавши комп’ютери з попередньо встановленим програмним забезпеченням у виробників обладнання. Першими з цих виробників були Zenith Data Systems, Austin Computer Systems і CompuAdd, за якими пішли понад 25 інших; зокрема, IBM не була однією з них.
Microsoft мала намір зробити Windows 3.0 привабливою для загалу. «Вхідна команда» компанії, призначена для виконання цього завдання, була стурбована тим, що громадськість може сприйняти це як інструмент для великих підприємств через високі системні вимоги програмного забезпечення. Основні видавці ігор не розглядали її як потенційну ігрову платформу, натомість дотримуючись DOS. Менеджер із продуктів Microsoft Брюс Райан зібрав ігри, які команда Windows розробила у свій вільний час, щоб створити Microsoft Entertainment Pack, який включав Tetris і Minesweeper. На проект було виділено невеликий бюджет, і нічого з цього не було витрачено на перевірку якості. Тим не менш, Entertainment Pack продавався як окремий продукт, і він став настільки популярним, що за ним послідували три інші Entertainment Packs.
31 грудня 2001 року Microsoft припинила підтримку Windows 3.0 разом із попередніми версіями Windows і Windows 95, Windows для робочих груп і версіями MS-DOS до 6.22.

## Особливості
Windows 3.0 має значно оновлений графічний інтерфейс користувача (GUI), який, як було описано, має тривимірний вигляд, схожий на Presentation Manager, а не плоский вигляд його попередника, Windows 2.1. Він також містить технічні вдосконалення в управлінні пам'яттю, щоб краще використовувати можливості процесорів Intel 80286 і 80386. Динамічний обмін даними — це багатозадачний протокол, за допомогою якого кілька запущених програм динамічно обмінюються даними одна з одною, тобто коли дані в одній програмі змінюються, змінюються й дані в іншій. Ця функція з’явилася в Windows раніше, але до Windows 3.0 через обмеження пам’яті користувачі не могли використовувати цей протокол. Натомість цим користувачам доводилося виходити з DOS, щоб запустити одну програму, закрити її та відкрити іншу для обміну даними. Завдяки підтримці процесорів 386 і пізніших версій Windows 3.0 також може використовувати віртуальну пам’ять, яка є частиною жорсткого диска, яка замінюється пам’яттю процесором у випадку, якщо його власна пам’ять вичерпується. Як і її попередники, Windows 3.0 не є операційною системою як такою, а радше операційним середовищем, розробленим для DOS і керуючим його функціями.
Виконавчий файловий менеджер MS-DOS було замінено програмним менеджером, файловим менеджером на основі списків і списком завдань. Менеджер програм — це графічна оболонка, що складається з піктограм, кожна з яких має назву. Їх можна переміщувати та розташовувати в будь-якому порядку, а назви піктограм можна перейменовувати. При подвійному клацанні ці піктограми відкривають відповідні програми або менші вікна у вікні диспетчера програм, які називаються груповими вікнами. Ці групові вікна містять такі значки, і їх можна згорнути, щоб уникнути захаращення простору вікна диспетчера програм. Менеджер файлів — це ще одна оболонка, яка використовується для доступу або зміни програм, але відображає їх як файли, що містяться в каталогах у форматі списку. Його призначення як альтернативи використанню команд DOS — полегшити переміщення файлів і каталогів. Список завдань відображає всі запущені програми, а також може бути використаний для завершення їх роботи, вибору іншої програми, каскаду або мозаїки вікон і впорядкування мінімізованих значків на робочому столі. Панель керування, де користувачі можуть змінювати параметри, щоб налаштувати Windows і апаратне забезпечення, також була перероблена як вікно на основі значків.
Драйвери, що входять до складу Windows 3.0, підтримують до 16 одночасних кольорів із палітр EGA, MCGA або VGA, на відміну від попереднього максимуму з восьми кольорів  хоча саме операційне середовище підтримує графічні адаптери, які пропонують більшу роздільну здатність і кількість кольорів. ніж VGA. Windows 3.0 також представила Palette Manager, набір функцій, які дозволяють програмам змінювати палітру пошуку графічних карт, що відображає до 256 кольорів, щоб використовувати потрібні кольори. Коли кілька відображених вікон перевищують ліміт у 256 кольорів, Windows 3.0 надає пріоритет активному вікну, щоб використовувати кольори цієї програми, не вдаючись до згладжування та подальшого заповнення областей.
Windows 3.0 зберігає багато простих програм від своїх попередників, таких як текстовий редактор Блокнот, текстовий процесор Write та покращену програму малювання Paintbrush. Калькулятор розширено, щоб включити наукові розрахунки. Записувач — це нова програма, яка записує макроси або послідовності натискань клавіш і рухів миші, які потім призначаються клавішам як ярлики для швидкого виконання складних функцій. Крім того, попередня гра Reversi була доповнена картковою грою Microsoft Solitaire, яка з часом буде введена до Всесвітньої зали слави відеоігор у 2019 році  Ще одна відома програма — Help. На відміну від програм DOS, у складі яких можуть бути функції довідки, довідка Windows є окремою та легкодоступною програмою, яка супроводжує всі програми Windows, які її підтримують.

## Оновлення
Відомо, що для Windows 3.0 опубліковано два оновлення. Однією з них є Windows 3.0a, випущена в грудні 1990 року. Він модифікував розширювач DOS Windows — програму, яка дозволяє програмам DOS отримувати доступ до розширеної пам’яті — щоб запобігти помилкам, викликаним програмним забезпеченням, що викликає код реального режиму, коли Windows завантажується в стандартному режимі. Це також спростило процес інсталяції та зменшило збої, пов’язані з мережею, друком і нестачею пам’яті.

### Windows 3.0 з мультимедійними розширеннями
Windows 3.0 із мультимедійними розширеннями 1.0 (MME) була випущена для сторонніх виробників у жовтні 1991 року  Інтерфейс прикладного програмування представив інтерфейс керування медіа, призначений для будь-яких медіа-пристроїв, таких як графічні та аудіокарти, сканери та програвачі відео.  Він також підтримував запис і відтворення цифрового аудіо, MIDI-пристроїв, екранних заставок і аналогових джойстиків, а також приводів компакт-дисків, які тоді ставали все більш доступними. Інші функції включали додаткові аплети, такі як будильник і медіапрогравач, які використовуються для запуску медіафайлів. MME підтримує стереозвук і 16-бітну бітову глибину аудіо та частоту дискретизації до 44,1 кГц.

## Системні вимоги
- Процесор Intel 8086/8088 або вище;
- 1 MB оперативної пам'яті або більше (640K основної та розширена або додаткова пам’ять);
- 6.5 MB дискового простору (рекомендовано 9 MB);

## Доступ до пам'яті
Система могла працювати у трьох режимах:
- Реальний — для сумісності зі старими процесорами та програмами (адресувалось до 1 мегабайта)
- Стандартний — використовував захищений режим процесора 80286
- Розширений — використовував захищений режим процесора 80386

## Рецепція
Windows 3.0 вважається першою версією Windows, яка отримала визнання критиків. Користувачі та критики повсюдно хвалили його інтерфейс на основі піктограм і легкість виконання операцій , а також покращену багатозадачність і більший контроль над налаштуванням свого середовища.  Computerworld вважає, що програмне забезпечення має ті ж переваги, що й OS/2 і Unix. Гаррі Рей з Lotus вважав цю версію Windows першою версією середовища, яка потребує «серйозного довгострокового розгляду». Білл Ховард із журналу PC Magazine виявив, що інтерфейс користувача простий у використанні, хоча й не такий інтуїтивно зрозумілий, як Macintosh. Редактор InfoWorld Майкл Дж. Міллер вірив, що користувачі ПК повністю перейдуть від попереднього текстового середовища до графічного інтерфейсу користувача з Windows 3.0 як основний вибір.
Одним із критичних аспектів Windows 3.0 є те, як вона керує пам’яттю. До її випуску користувачі попередніх версій Windows були обтяжені спробами обійти обмеження пам’яті, щоб використовувати рекламовані можливості цих версій. Програмне забезпечення Windows займало великий обсяг пам’яті, і користувачі регулярно стикалися з уповільненням роботи системи та часто перевищували обмеження пам’яті. Windows 3.0 також мала відносно високі вимоги до пам’яті за стандартами 1990-х років, але з трьома режимами пам’яті її хвалили за ефективніше використання пам’яті, усунення обмеження в 640 кілобайт, яке існувало в комп’ютерах, що працюють на програмному забезпеченні Microsoft з DOS, і підтримку більш потужних ЦП.
Тед Нідлман з комп’ютерного журналу Modern Electronics назвав графічний інтерфейс Windows 3.0 «сучасним» і порівняв попередні спроби Microsoft створити такий графічний інтерфейс з Apple Lisa, першою такою спробою Apple і попередником її набагато успішнішого Macintosh.. Він попередив про, здавалося б, дешеву вартість оновлення в 50 доларів США, якщо врахувати системні вимоги та необхідність оновлення будь-яких встановлених програм для забезпечення сумісності. Він також попередив, що переваги програмного забезпечення можна отримати лише за допомогою програм Windows. Однак у лютому 1991 року журнал PC Magazine відзначив величезну кількість програм, розроблених спеціально для Windows 3.0, включаючи багато тих, які ще не були доступні для OS/2. Він також назвав два інших чинники, що призвели до успіху операційного середовища: один з них — це недорога вартість апаратного забезпечення, необхідного для його роботи, порівняно з Macintosh, а інший — зосередженість на повному використанні апаратних компонентів, які на той час були відносно потужними. стандарти.
Серед безпрецедентного успіху Windows 3.0 Microsoft зазнала нападок критиків, а також Федеральної торгової комісії Сполучених Штатів, які стверджували, що компанія намагалася домінувати на ринку додатків, заманюючи своїх конкурентів у розробку програмного забезпечення для IBM OS/2, поки вона розробляв власний для Windows. На момент випуску Windows 3.0 Microsoft мала лише 10 і 15 відсотків часток ринку електронних таблиць і текстових процесорів, відповідно, але ці показники зросли до понад 60 відсотків у 1995 році, обігнавши раніше домінуючих конкурентів, таких як Lotus Development Corporation і WordPerfect. Microsoft справді пропонувала розробникам писати програми для OS/2, але вона також мала на меті Windows 3.0 як «низьку» альтернативу останньої, а Гейтс називав OS/2 операційною системою 1990-х років. Бренд Windows також планувалося скасувати після випуску цієї версії. Розслідування та подальший позов проти Microsoft привели до мирової угоди 15 липня 1994 року, згідно з якою Microsoft погодилася не включати окремі пакети програмного забезпечення до своїх операційних продуктів. Це стало першим випадком, коли компанію розслідували за антиконкурентні дії.

### Продажі
Windows 3.0 також вважається першою Windows, яка мала комерційний успіх. На момент випуску з 40 мільйонів встановлених персональних комп’ютерів лише п’ять відсотків використовували будь-яку з попередніх версій Windows, але протягом першого тижня доступності вона стала найбільш продаваним програмним забезпеченням для бізнесу. Через півроку було продано два мільйони ліцензій. Його успіх був взаємозалежним від індустрії персональних комп’ютерів, прикладом чого є різке зростання попиту на потужніший мікропроцесор Intel, 80486, і його подальше виробництво. Windows стала настільки широко використовуватися в бізнесі, що Брайан Лівінгстон з InfoWorld у жовтні 1991 року написав, що «компанія без комп’ютерів із Windows — це майже як компанія без факсу». Microsoft витратила загалом 10 доларів мільйонів у своїй маркетинговій кампанії програмного забезпечення, включаючи 3 дол мільйонів на його випуск. Коли була випущена її наступниця, Windows 3.1, продажі склали близько 10 мільйонів ліцензій , а через рік серія Windows обігнала DOS і стала бестселером усіх часів.
У ретроспективі Windows 3.0 розглядається як поворотний момент у майбутньому Microsoft, що пояснюється її пізнішим домінуванням на ринку операційних систем і збільшенням частки компанії на ринку програм. Компанія мала тісні зв’язки з IBM з моменту заснування першої, але несподіваний успіх її нового продукту призвів до того, що дві компанії змінили свої відносини, де вони продовжували продавати операційну продукцію одна одної до 1993 року. Після 1990 фінансового року Microsoft повідомила про прибуток у 1,18 мільярд доларів США, 337 млн дол з яких — в четвертому кварталі. Ця річна статистика зросла з 803,5 мільйонів дол у 1989 фінансовому році, і це зробило Microsoft першою компанією програмного забезпечення для мікрокомп’ютерів, яка досягла 1 мільярда дол. за один рік. Представники Microsoft пояснили результати продажами Windows 3.0.

## Цікаві факти
Головною особливістю цієї версії ОС було те, що інсталятор системи відмовлявся працювати на dos-системах, відмінних від MS-DOS.
Попри те, що системні вимоги потребують 6.5 MB дискового простору (рекомендовано 9 MB), можливо встановити систему на дискету об’ємом 1.7 МВ та запустити на комп’ютері без жорсткого диска[джерело?].